# Kitagawa Utamaro
En aquest nom japonès, el cognom és Kitagawa.

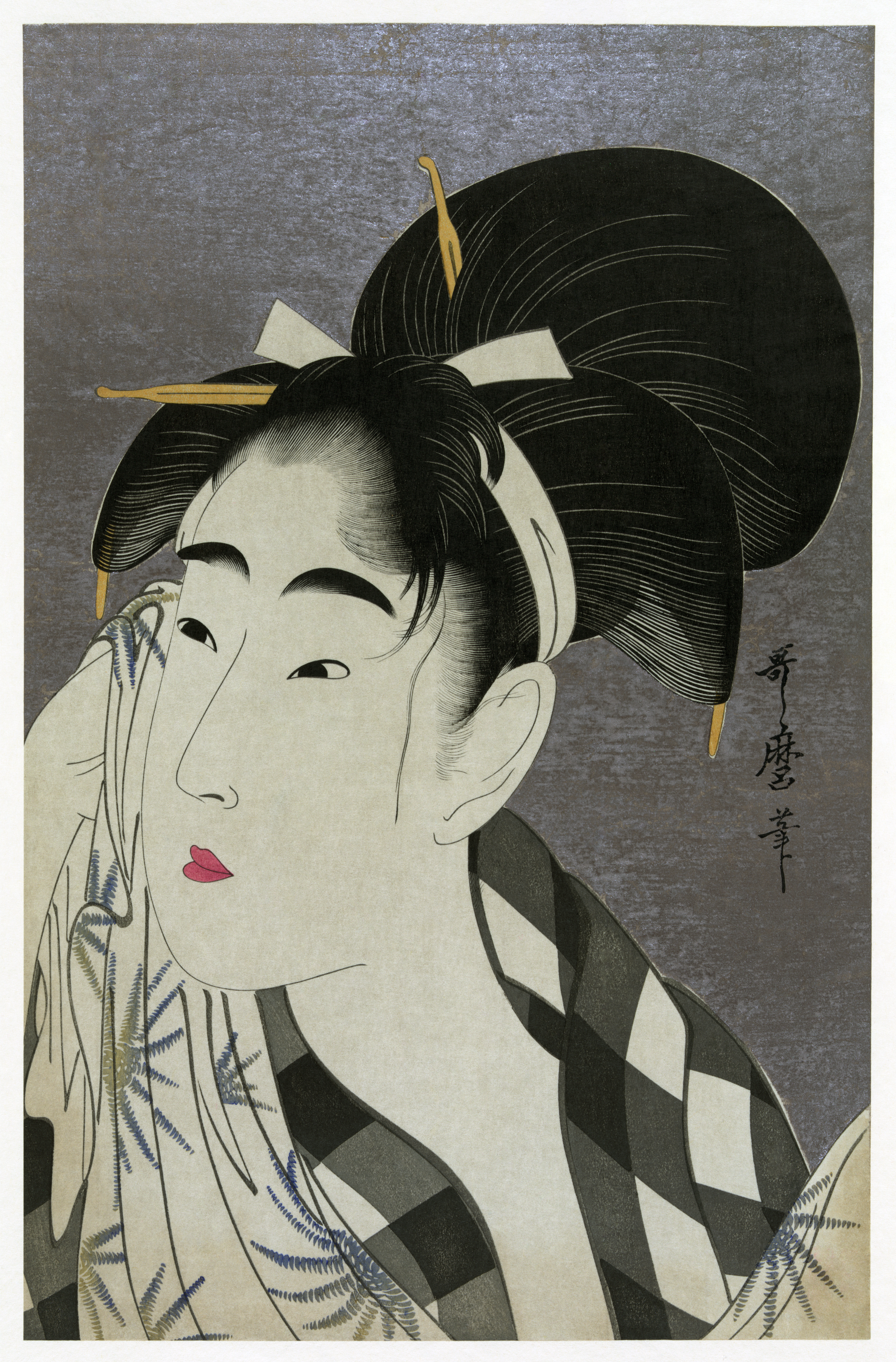
Ase o fuku onna, xilografia d'una dona eixugant-se la suor del front, 1798

Kitagawa Utamaro (喜多川 歌麿, ca. 1753 – 31 d'octubre del 1806) va ser un gravador i pintor japonès, considerat un dels més grans artistes de les xilografies ukiyo-e. Antigament, el seu nom es romanitzava Outamaro. Se’l coneix especialment pels seus estudis magistrals de dones, coneguts com a bijinga. També va fer estudis de la natura, en particular llibres il·lustrats d'insectes.
La seva obra va arribar a Europa a mitjans del segle xix, on va ser molt popular, i gaudí d'una especial bona acollida a França. Va influenciar els impressionistes europeus, especialment pel seu ús de les vistes parcials i el seu èmfasi en la llum i l'ombra. La referència a la “influència japonesa” entre aquells artistes sovint es refereix a l'obra d'Utamaro.

## Biografia

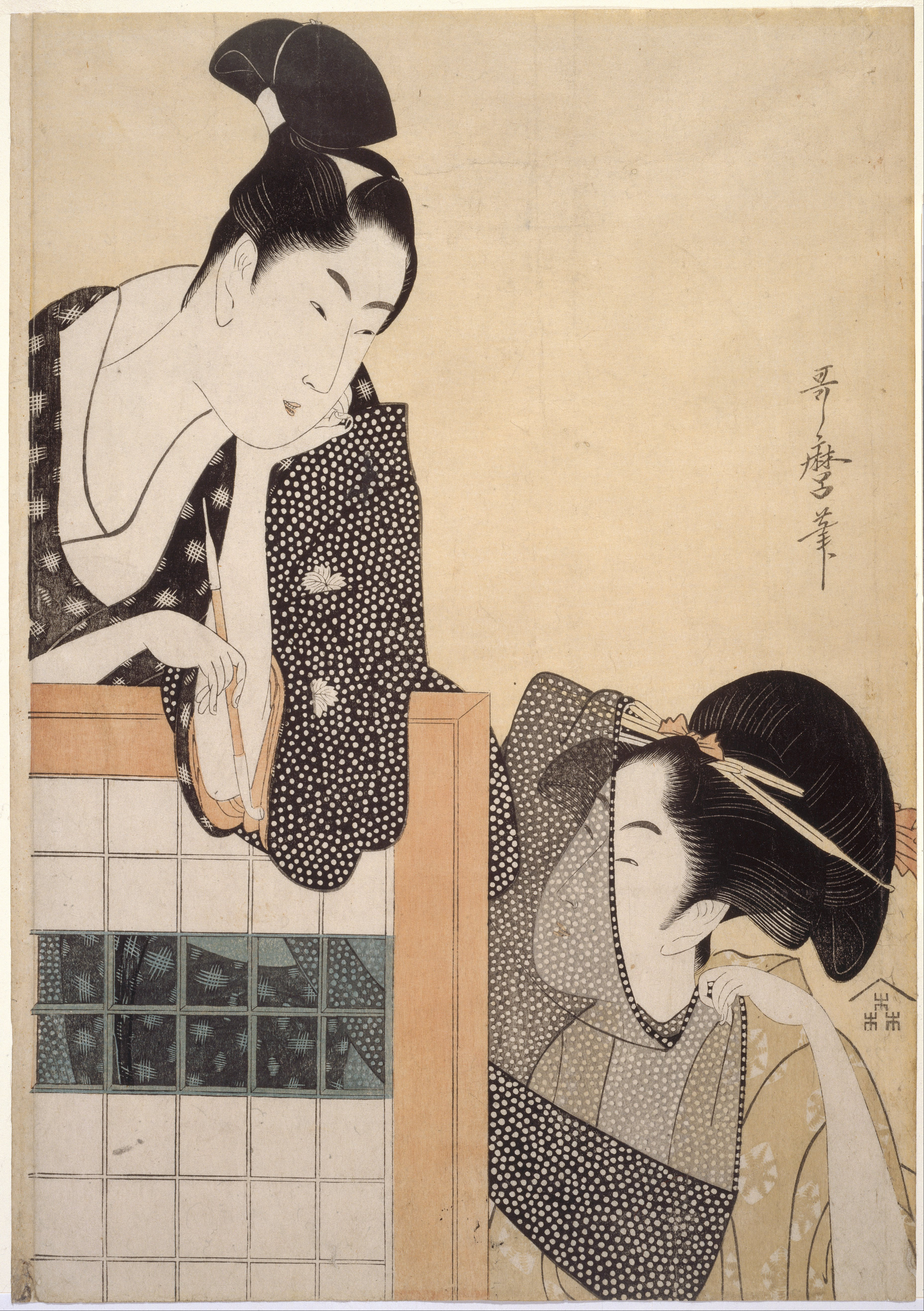
2 belleses

Kitagawa Ichitarō (després Utamaro) va néixer o bé a Edo (actualment Tòquio), o a Kyoto, o a Osaka, o en un poble provincial, el 1753. Hi ha una altra tradició que diu que va néixer al Yoshiwara, el districte cortesà d'Edo, i que era fill del propietari d'una casa de te, però no hi ha cap prova d'això. Seguint el costum japonès de l'època, va canviar el seu nom en arribar a adult, i després va prendre el nom Ichitarō Yusuke en arribar a la vellesa.

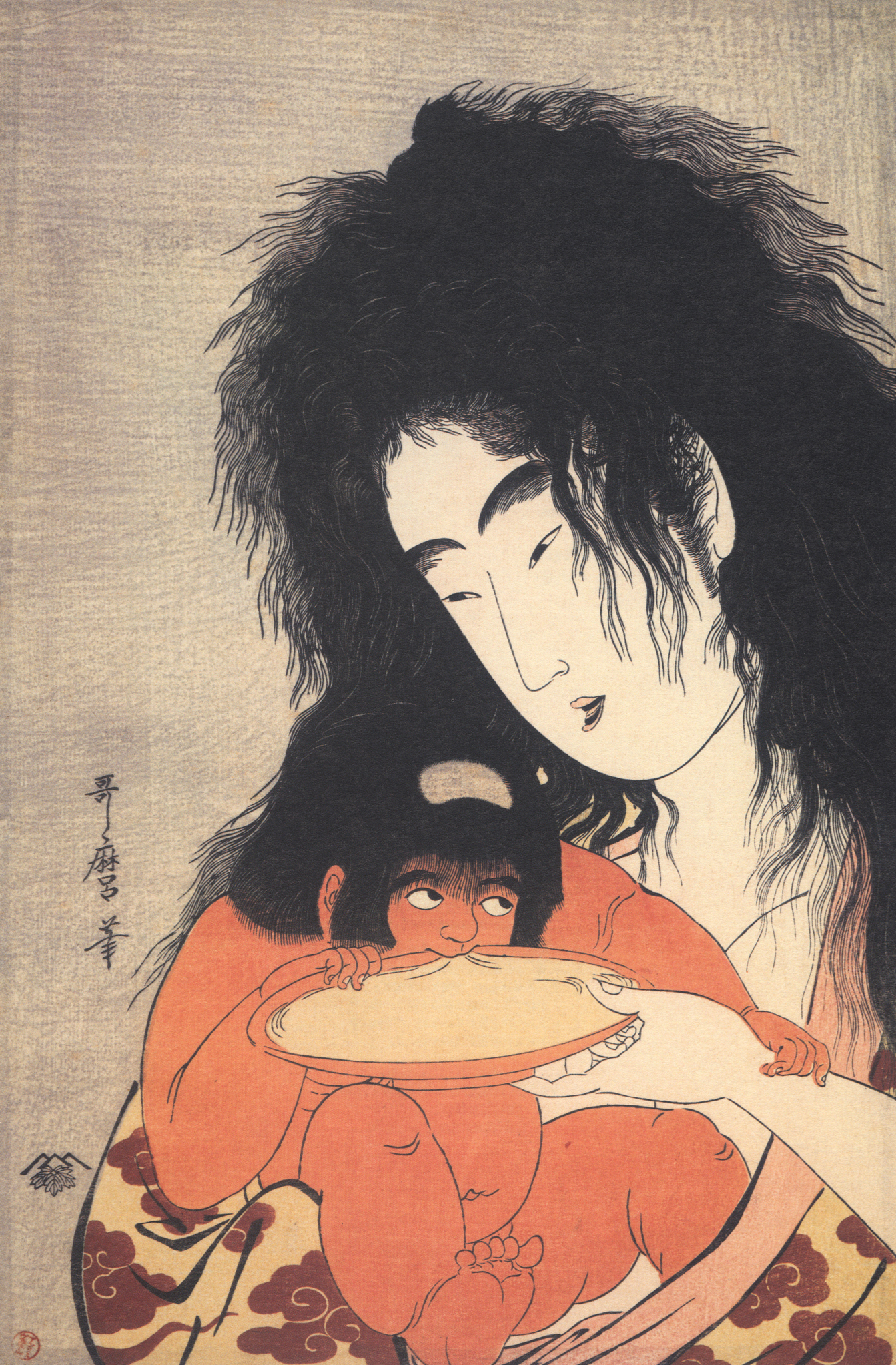
Gravat de la sèrie de Yamanba i Kintaro Sakazuki

Aparentment, Utamaro es va casar, tot i que se sap ben poc de la seva esposa i no hi ha cap registre que tinguessin fills. Tanmateix, entre els seus treballs, hi ha molts gravats d'escenes tendres i domèstiques d'una mateixa dona i un nen que es veu créixer al llarg dels anys.
Hi ha un acord general del fet que quan era un nen va passar a ser deixeble del pintor Toriyama Sekien. Hi ha moltes veus autoritzades que creuen que Utamaro era també el seu fill. Va viure a la casa de Sekien mentre es va anar fent gran, i la relació entre els dos artistes es va mantenir fins a la mort de Sekien, el 1788. Sekien, d'entrada, es va educar a l'aristocràtica escola de pintura kano, però en arribar a adult va començar a inclinar-se pel popular ukiyo-e, un gènere de xilografia japonesa. Se sap que Sekien va tenir altres deixebles, però cap d'ells no va arribar a destacar.
A l'edat aproximada de 22 anys, Utamaro va crear la seva primera gran obra professional reconeguda, la tapa del llibre d'una obra de teatre kabuki del 1775, que va publicar sota pseudònim (el goh) Toyoaki. Després va produir una sèrie de gravats d'actors i guerrers, alhora que programes de teatre i altres coses per l'estil. A la primavera del 1781, va canviar el seu goh pel d'Utamaro, i va començar a pintar i a dissenyar xilografies de dones, però aquests primers treballs no es consideren d'un valor important.
En algun moment de la dècada del 1780, probablement el 1783, se'n va anar a viure amb el jove i emergent editor Tsutaya Juzaburo. Es creu que va viure amb ell uns cinc anys. Sembla que es va convertir en un dels principals artistes de la firma Tsutaya. Hi ha esporàdiques proves dels seus gravats en els anys següents, ja que principalment va produir il·lustracions per a llibres de kyoka, literalment 'versos bojos', una paròdia de la forma clàssica yamato-uta. No ha sobreviscut cap de les seves obres del període 1790-1792.
Cap al 1791, Utamaro va deixar de dissenyar gravats per a llibres i es va concentrar a pintar retrats de dones mostrades a mig cos, més que no pas els gravats de dones en grup que preferien altres artistes d'ukiyo-e. El 1793, va assolir el reconeixement com a artista, i es va acabar el seu acord semi-exclusiu amb l'editor Tsutaya Juzaburo. Llavors, va passar a produir diferents sèries de treballs molt famoses, totes mostrant dones del districte de Yoshiwara.
Amb els anys, també es va dedicar a una sèrie d'estudis d'animals, insectes i natura, i al shunga, o art eròtic. Els gravats shunga eren bastant acceptats en la cultura japonesa; no s'associaven amb un concepte negatiu de la pornografia, com passa en les cultures occidentals, sinó que més aviat es consideraven un aspecte natural del comportament humà, i circulaven per tots els estrats de la societat japonesa.
El 1797, Tsutaya Juzaburo va morir i aparentment Utamaro va quedar molt afectat per la pèrdua del seu vell amic. Alguns crítics creuen que, després d'això, la seva obra no va tornar a assolir el nivell que havia tingut abans.
El 1804, al cim del seu èxit, va tenir problemes legals per haver publicat uns gravats relacionats amb una novel·la històrica prohibida. Els gravats, titulats Hideyoshi i les seves cinc concubines, mostraven l'esposa i les concubines del governant militar Toyotomi Hideyoshi, que va viure del 1536 al 1598. A conseqüència d'això, Utamaro va ser acusat d'insultar la dignitat d'Hideyoshi. Se'l va condemnar a estar emmanillat durant cinquanta dies (algunes versions diuen que va ser breument empresonat). Segons algunes fonts, aquesta experiència el va ensorrar emocionalment i va donar per acabada la seva carrera com a artista.
Va morir a Edo dos anys després, el vint-i-unè dia del novè mes del 1806 (el 31 d'octubre, segons el calendari lunar), a l'edat de cinquanta-tres anys.

## Deixebles
Després de la mort d'Utamaro, el seu deixeble Koikawa Shunchō va seguir fent gravats en l'estil del seu mentor i va assumir el goh d'Utamaro fins al 1820. Aquests gravats, produïts durant aquell període de catorze anys com si Utamaro en fos l'autor, es coneixen actualment com l'obra d'Utamaro II. Després del 1820, Koikawa Shunchō va canviar el seu goh pel de Kitagawa Tetsugorō, i produí els seus següents treballs amb aquest nom.

## Observacions retrospectives
Utamaro va produir uns dos mil gravats durant la seva carrera, junt amb una sèrie de pintures, surimono, així com molts llibres il·lustrats, inclosos uns trenta llibres, àlbums i publicacions relacionades amb el shunga. Entre les seves obres més conegudes, hi ha les sèries Deu estudis de la fisonomia femenina; Una col·lecció de belleses regnants; Grans temes d'amor de la poesia clàssica (de vegades anomenada Dones enamorades, amb gravats com ara Amor revelat i Amor pensatiu); i Dotze hores als barris del plaer.
Només ell, entre els altres artistes d'ukiyo-e contemporanis, va assolir una reputació nacional en vida. Les seves sensuals belleses femenines eren àmpliament considerades les millors i més evocatives bijinga de tot l'ukiyo-e. Va aconseguir capturar aspectes subtils de la personalitat i els canvis d'humor de dones de totes les classes socials, edats i circumstàncies. La seva reputació s'ha mantingut inalterable des de llavors; la seva obra és coneguda a tot el món i, normalment, es considera que forma part de la mitja dotzena dels més grans artistes d'ukiyo-e de la història.

## Sèries de gravats
Llista parcial de les seves sèries de gravats amb la seva data:
- Poemes triats (1791-1792)
- Deu classes de fisonomia femenina (1792-1793)
- Famoses belleses d'Edo (1792-1793)
- Deu estudis apresos de dones (1792-1793)
- Antologia de poemes: La secció de l'amor (1793-1794)
- Neu, la lluna i flors de les Cases Verdes (1793-1795)
- Selecció de supremes belleses actuals (1794)
- Dotze hores de les Cases Verdes (1794-1795)
- Joves belleses de l'actualitat (1795-1797)
- Una selecció d'amants apassionats (1797-1798)
- Deu formes de fisonomia femenina (1802)